# Processo di riorganizzazione nazionale

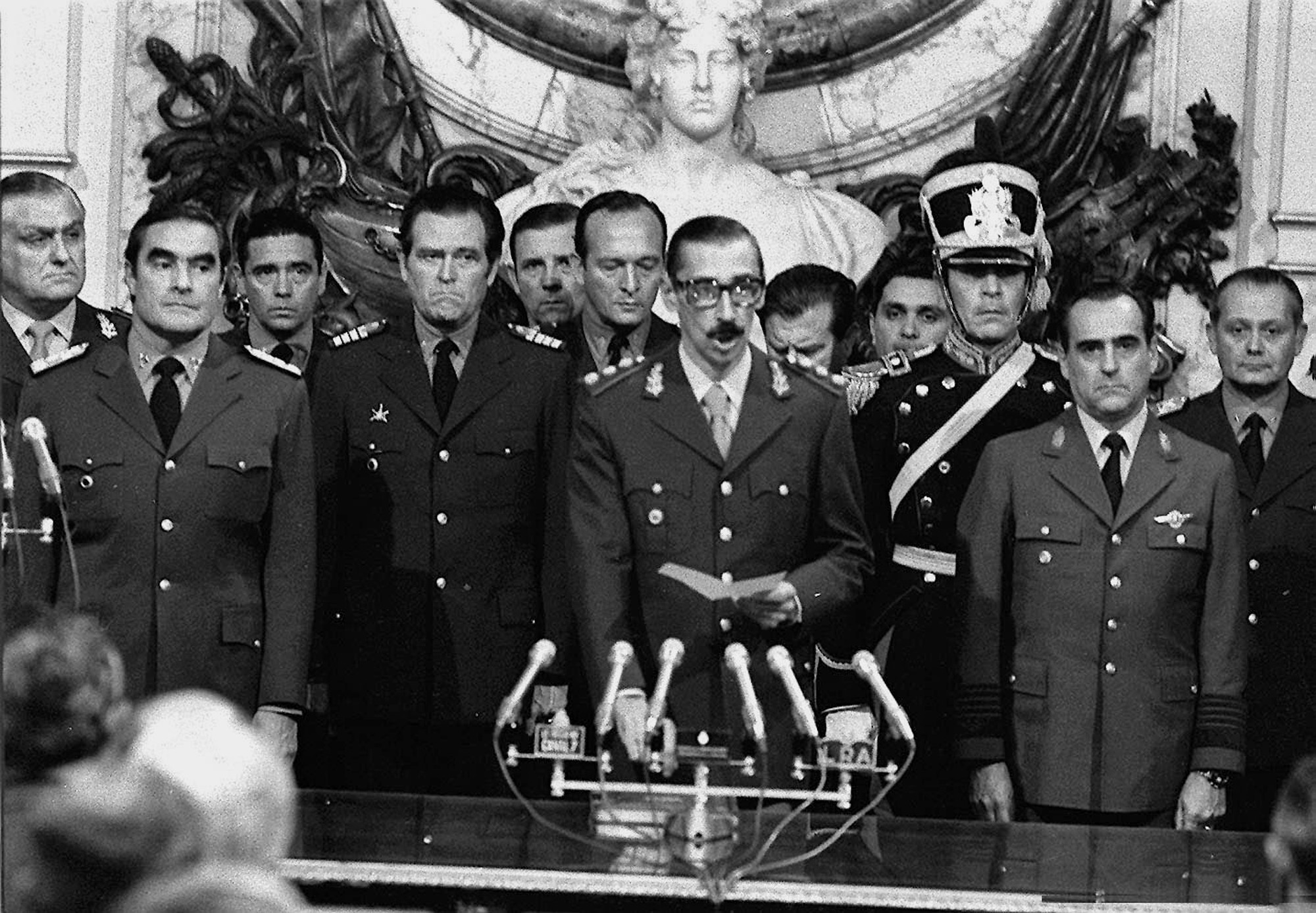
Jorge Rafael Videla mentre presta giuramento per diventare Presidente dell'Argentina

Processo di riorganizzazione nazionale (in spagnolo Proceso de Reorganización Nacional o semplicemente el Proceso, "Il Processo") fu il nome con cui si autodefinì la dittatura civile-militare che governò l'Argentina dal 24 marzo 1976 al 10 dicembre 1983 (cessione incondizionata del potere a un governo costituzionale). Il regime adottò la forma di uno Stato burocratico-autoritario e fu caratterizzato dall'attuazione di un "piano sistematico" di terrorismo di Stato.
La dittatura ebbe inizio con il colpo di Stato militare del 24 marzo 1976, che rovesciò la presidente Isabel Martínez de Perón e tutte le autorità costituzionali, nazionali e provinciali, imponendo una giunta composta dai tre comandanti delle forze armate. La giunta emanò diverse norme di gerarchia sovracostituzionale e nominò un ufficiale militare – con il titolo di presidente, nelle cui mani furono accentrati i poteri esecutivo e legislativo sulla nazione e sulle province – e cinque funzionari civili che occuparono la corte suprema.
Gli obiettivi dichiarati del Processo di riorganizzazione nazionale erano combattere la corruzione, la demagogia e la sovversione, e collocare l'Argentina nel "mondo occidentale e cristiano". Si stabilì un nuovo modello economico-sociale, sulle linee guida del neoliberismo, imposto attraverso una generale violazione dei diritti umani di un settore della popolazione classificato come populista, gauchista (zurdo) e sovversivo (guerra sucia). Il potere fu esercitato tramite la violenza e la tortura, l'esilio forzato, l'appropriazione di minori, e provocò un numero stimato di circa 30.000 sparizioni. Il regime militare poté contare sul sostegno o la tolleranza dei principali media privati e gruppi economici del paese, della chiesa cattolica e della maggior parte della comunità internazionale.
Alla fine del 1983, indebolito dalla sconfitta nella guerra delle Falkland, il regime fu costretto a cedere il potere a un governo liberamente scelto dai cittadini. Il 10 dicembre 1983, che sarebbe poi diventato ufficialmente il Giorno della restaurazione della democrazia, il presidente Raúl Alfonsín, il parlamento, e le amministrazioni locali democratiche rientrarono in carica. La nuova corte suprema, nominata dal presidente Alfonsín con l'accordo del senato, entrò in carica il 23 dicembre.

## Il contesto storico
Lo stato sudamericano attraversava sin dal secondo dopoguerra una fase piuttosto turbolenta: in questo senso apparvero, all'epoca dei fatti, eventi attesi e inevitabili accolti passivamente da gran parte della popolazione sempre più demoralizzata e disillusa dalla crisi economica, dalle politiche dei governi Peronisti che si mostrarono incapaci di affrontare la delicata situazione operando al contrario un forte aumento inflattivo - che andava ad erodere il potere d'acquisto e il valore dei risparmi e contribuiva al crollo degli investimenti - e dalla continua estensione della violenza politica ove frange sempre più ampie di estremisti compivano assassinii e attentati ai danni non solo di elementi dei partiti conservatori ma anche dei partiti di sinistra come i Peronisti: come conseguenza di questa situazione di profondo caos non mancò in settori piuttosto ampi della piccola e media borghesia e del clero apprezzamento per l'intervento dei militari almeno all'inizio del Golpe.
L'inarrestabile crisi argentina aveva subito un'accelerazione alla fine degli anni sessanta e all'inizio degli anni settanta con la perdita di autorità della giunta militare al potere dal 1966 dopo la cosiddetta Rivoluzione argentina. Ogni politica economica tesa a recuperare al paese la competitività perduta si era dimostrata inefficace di fronte alle proteste della forte componente sindacale operaia e all'espansione dell'opposizione populistica del movimento peronista che reclamava il ritorno dall'esilio di Juan Domingo Perón, che negli anni cinquanta aveva costruito il suo successo politico proprio sull'alleanza fra il sindacalismo estremo e una nuova classe politica, solo in parte costituita da elementi dell'esercito, che si faceva appunto diretta espressione delle istanze delle classi inferiori in un rapporto che doveva divenire rapidamente una pura incontrollata relazione clientelare.
Inoltre, in connessione con l'impressionante crescita dei movimenti rivoluzionari armati latino-americani seguiti alla rivoluzione cubana e all'esperienza guevarista, erano sorte anche in Argentina un gran numero di agguerrite ed estremistiche formazioni armate marxiste o populiste decise a sviluppare la guerriglia rivoluzionaria. In particolare tra il 1970 e il 1973 crebbe il numero dei militanti del Ejército Revolucionario del Pueblo (ERP) marxista e dei Montoneros peronisti che moltiplicarono gli attentati, i sequestri e le rivolte sempre più violente e sanguinose con morti tra i militanti e tra le forze militari e di polizia, che si distinsero a loro volta per la grande durezza dei loro metodi repressivi.

## Cronologia degli eventi

### Il golpe militare
Il colpo di Stato del 24 marzo 1976 organizzato dai tre comandanti delle forze armate argentine, con il sostegno delle organizzazioni datoriali e di parte della chiesa cattolica, destituì il governo democraticamente eletto di Isabel Martínez de Perón, succeduta al marito, il popolarissimo ma controverso Juan Domingo Perón, dopo la morte di quest'ultimo.
Furono deposti i tre poteri costituzionali presieduti dalla peronista Isabelita Perón, il cui elicottero che la trasportava fu dirottato all'alba del 24 marzo. Le fu comunicato che era stata destituita e fu trasferita nella residenza del governatore della provincia di Neuquén. Verrà mandata pochi mesi dopo in una base navale e infine posta per cinque anni agli arresti domiciliari, fino a quando nel 1981 inviata in esilio in Spagna.
Lo stesso giorno furono occupate dai militari le stazioni TV e radio, ed emanato un proclama dei rivoltosi, che proclamava la legge marziale e ripristinava la pena di morte.
Il colpo di stato insediò al potere una dittatura civico-militare chiamata "Processo di Riorganizzazione Nazionale" e si caratterizzò per l'attuazione di un piano sistematico del terrorismo di Stato. Il colpo di stato fu pianificato ed eseguito nell'ambito del Piano Condor, un sistema clandestino di coordinamento repressivo tra paesi dell'America Latina promosso dagli Stati Uniti, nell'ambito della dottrina della sicurezza nazionale, che ha generato alcune dittature in America Latina al fine di mantenere il controllo su quei paesi durante la guerra fredda.

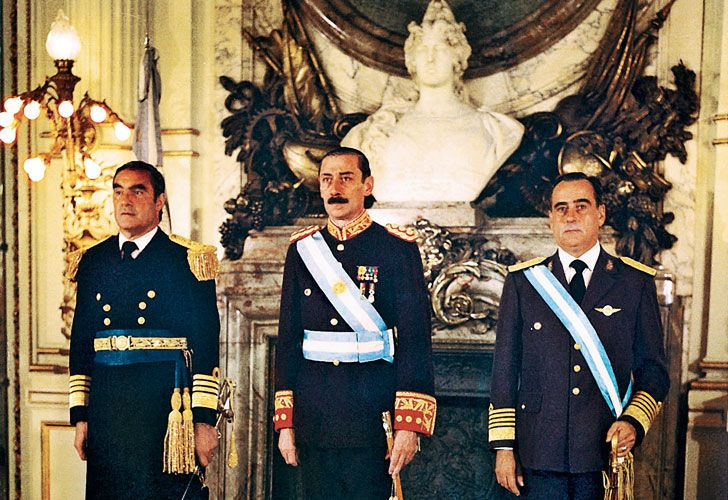
I tre capi della giunta militare, Massera, Videla e Agosti

Le forze armate argentine effettuarono con facilità il colpo di Stato e presero il potere senza incontrare praticamente opposizione. Paradossalmente nemmeno le organizzazioni sindacali e i movimenti estremisti di ispirazione marxista-leninista o genericamente castrista, pur essendo all'apparenza numerosi e compatti, avendo ampia disponibilità di armi da fuoco leggere ed una certa familiarità nel loro utilizzo, tentarono una resistenza almeno volta alla difesa dei centri nevralgici del potere.
Furono subito centinaia gli arresti di dirigenti peronisti e di sindacalisti, molti poi desaparecidos.
La nuova struttura di potere era guidata da una Giunta militare (Junta militar o Junta de Comandantes) costituita dai capi delle tre forze armate.
La prima giunta fu formata da Jorge Rafael Videla (esercito), Orlando Ramón Agosti (aviazione), Emilio Eduardo Massera (marina).
Erano coadiuvati da un Potere esecutivo (il governo ministeriale, Poder Ejecutivo Nacional, PEN) e da una Commissione di consulenza legislativa (Comision de Asesoriamento Legislativo, CAL), formata da tre rappresentanti per ogni forza armata.
Il generale Jorge Videla, capo di stato maggiore dell'esercito, divenne, il 29 marzo 1976, capo del PEN (di fatto presidente della Repubblica) e contemporaneamente rimase nella Giunta anche se il regolamento inizialmente diramato prevedeva che il presidente avrebbe dovuto essere il cosiddetto "quarto uomo", eletto all'unanimità dai tre capi delle forze armate e non appartenente alla Giunta militare. Il generale Videla rimase fino al luglio 1978 presidente del PEN e membro della Giunta.
Lo stesso 29 marzo fu istituito il gabinetto di governo, composto da dieci ministri, tra civili e militari.

### I primi provvedimenti della giunta militare

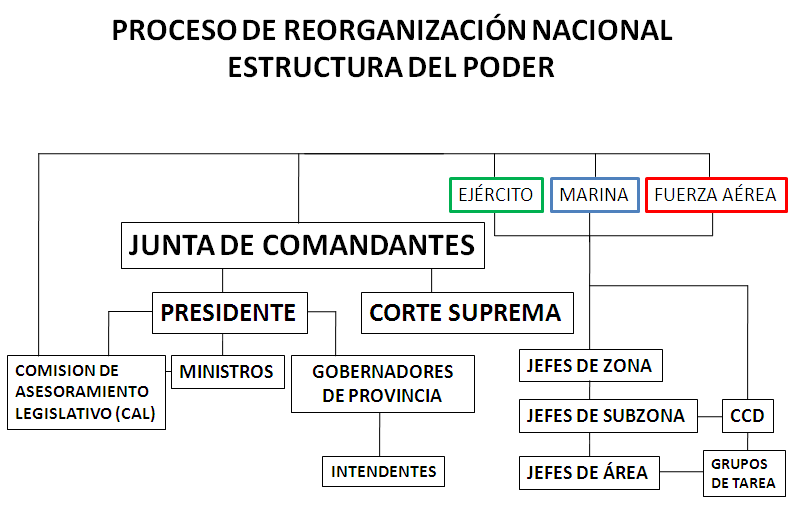
La complessa struttura di potere del PRN.

Il nome Processo di riorganizzazione nazionale, fu escogitato per giustificare la frattura fra la costituzionalità del governo in carica ed il ruolo assunto dall'esercito, dichiarando che la democrazia e le sue istituzioni erano inadatte per ristabilire pace e ordine nel paese. Inizialmente le intenzioni manifestate dalla giunta militare sono la repressione delle organizzazioni guerrigliere e la riorganizzazione economica secondo un profilo neoliberista, come era avvenuto in Cile con Pinochet, ma questa scusa servì per reprimere brutalmente ogni forma di protesta sociale instaurando un regime di terrorismo di stato.
Venne quindi promulgata la pena di morte per coloro che conducessero attività sovversive e furono aboliti i diritti civili, fu sciolto il parlamento, la Corte Suprema stabilì, su pressione della giunta militare, che gli "atti sovversivi" sarebbero stati esclusi dalle competenze degli organi giudiziari regolari. Il potere giudiziario inoltre venne pesantemente colpito con la sospensione dell'attività dei magistrati ritenuti non collaboranti con le istanze repressive del regime. Furono smembrati i partiti politici, i sindacati, le organizzazioni universitarie e vennero censurati e posti sotto il controllo della giunta tutti i mezzi di comunicazione (radio, televisione e giornali).
Gli oppositori che riuscirono a scampare alla persecuzione si rifugiarono all'estero o in luoghi lontani dalle grandi città. Inizialmente Videla voleva ripristinare la "sicurezza" e poi lasciare il governo, come avveniva spesso in Argentina, ma alla fine prevalse la linea dura degli altri golpisti e il dittatore decise che occorreva spazzare via ogni dissenso e creare una "nuova Argentina".

#### Le reazioni internazionali e consenso interno
Le reazioni internazionali al colpo di Stato furono generalmente positive; l'evento non colse di sorpresa, in generale si ritenne che fosse necessario l'intervento delle forze armate per colmare il vuoto di potere e "salvare una nave che affonda". Entro il 3 aprile 1976 la maggior parte degli stati avevano riconosciuto la nuova giunta militare. Il governo degli Stati Uniti approvò l'azione dei militari, mentre un giornale statunitense scrisse che i "militari argentini meritano rispetto per il loro patriottismo"; secondo la stampa brasiliana non c'era stata alcuna "distruzione del potere perché il potere non c'era", mentre un giornale argentino affermò che il lavoro della giunta iniziava "sotto eccellenti auspici". Personaggi legati a settori deviati della Massoneria come Licio Gelli sostennero, anche finanziariamente, il colpo di Stato e poterono influire sull'azione del regime di cui erano parte l'ammiraglio Emilio Massera e il generale Guillermo Suárez Mason, due affiliati alla Loggia P2.

#### Inizio e accentuazione della repressione
Fin dall'inizio l'apparato repressivo del regime militare procedette all'individuazione, l'arresto e l'eliminazione di presunti elementi "sovversivi"; nel primo mese ci furono già 95 morti; si attivò soprattutto la pratica della "sparizione" di sempre più numerose persone, soprattutto giovani, uomini e donne, degli ambienti genericamente di sinistra. I Desaparecidos scomparivano semplicemente nel nulla; le famiglie degli scomparsi venivano private di ogni informazione.
Il processo repressivo ricevette la piena approvazione di importanti dirigenti degli Stati Uniti. Un incontro cruciale avvenne nell'ottobre 1976 in un albergo di New York fra il segretario di stato Henry Kissinger e l'ammiraglio ministro degli Esteri César Augusto Guzzetti, un elemento estremista della giunta che in una sua dichiarazione avrebbe definito gli oppositori di sinistra "microbi" portatori di "una malattia sociale". In questo incontro l'ammiraglio diede un'immagine ottimistica della "lotta contro i sovversivi"; entro la fine dell'anno sarebbero stati raggiunti risultati decisivi. Kissinger diede la sua piena approvazione all'operato della giunta, definì le critiche internazionali alla durezza dei militari, irrealistiche e "fuori contesto"; egli soprattutto sollecitò a fare presto e accelerare la repressione prima del possibile "montare del problema dei diritti umani". Il segretario di stato statunitense assicurò che "desideriamo una situazione stabile e non vi causeremo inutili difficoltà".

### La guerra sporca
In continuità con l'operazione Operativo Independencia, ordinata da María Estela Martínez de Perón nel 1975 per mettere a tacere le organizzazioni guerrigliere di sinistra nella provincia di Tucumán, l'esercito, aiutato dagli Stati Uniti di Kissinger mise subito in atto la cosiddetta guerra sporca, per sradicare la sovversione e la situazione di generale anarchia in Argentina.

#### Le vittime della dittatura
Circa 30.000 persone (tra i quali operai, studenti, professori universitari, sindacalisti, giornalisti, attivisti politici, operatori umanitari, religiosi terzomondisti e madri alla ricerca dei figli scomparsi) furono rapite, torturate ed assassinate dopo sommari processi (molte furono gettate vive nell'oceano durante i cosiddetti voli della morte e la maggior parte di essi sono tuttora scomparsi, sono conosciuti col nome di desaparecidos); mentre altri 50.000 trascorsero anni nei centri di detenzione illegale della dittatura, subendo torture, sevizie ed umiliazioni. Molte donne sequestrate incinte furono fatte partorire dai loro torturatori prima di venir assassinate, i bambini furono dati in adozione a persone conniventi col regime.
I principali dirigenti del processo di repressione furono, oltre all'ammiraglio Emilio Massera, il ministro degli Interni, generale Albano Harguindeguy, il comandante del III corpo d'armata, generale Luciano Benjamín Menéndez, il comandante del I corpo, generale Guillermo Súarez Mason, i capi della Polizia federale, generale Cesáreo Ángel Cardozo e generale Ramón Camps, il governatore della provincia di Buenos Aires, generale Ibérico Saint-Jean.

#### Centri di detenzione clandestina
Tra il 1976 e il 1983 furono attivi più di 610 centri di detenzione clandestina, ove i prigionieri venivano condotti al momento dell'arresto e detenuti senza che nessuno fosse al corrente di dove si trovassero. In questi centri venivano torturati ed assassinati. I più famigerati centri di Buenos Aires erano la Escuela de Mecánica de la Armada (ESMA), il Club Atlético e il Garage Olimpo.

### Le elezioni del 1983 e la fine
Messo sotto pressione dai movimenti come le Madri di Plaza de Mayo e dalla comunità internazionale ma soprattutto per la grave sconfitta nella guerra delle Falkland, provocata peraltro dall'Argentina nel tentativo di recuperare consenso, da parte del Regno Unito, il regime militare fu obbligato a convocare elezioni democratiche che avvennero il 30 ottobre  del 1983. Fu eletto presidente il radicale Raúl Alfonsín che si insediò il 10 dicembre 1983 succedendo al generale Reynaldo Bignone.
Si stimò che il numero di detenuti scomparsi durante la dittatura (desaparecidos) fu tra 15.000 e 30.000. Il segno più profondo delle dittature è stata la repressione su settori specifici della società, specialmente su quelli politicamente più attivi, per esempio i giornalisti e i sindacalisti.
Le massicce violazioni dei diritti umani e la guerra sporca, realizzata tra 1976 e 1983, hanno reso molto complesso il processo di transizione alla democrazia, con reiterate insurrezioni militari. Le varie leggi di amnistia verso i capi militari furono annullate successivamente dal governo di Néstor Kirchner, su disposizione della Corte suprema di giustizia, portando a numerosi processi e condanne: ad esempio il generale Videla ebbe due ergastoli e 50 anni di carcere, mentre la pena al carcere a vita colpì anche Galtieri e Viola, segno di come l'Argentina volle cominciare definitivamente a fare i conti col proprio passato.

## Le politiche di governo

### La politica economica
Era finalizzata al contenimento dell'inflazione e alla privatizzazione e vendita ad investitori stranieri delle industrie nazionali, l'abbassamento delle tasse sulla produzione industriale e la garanzia di manodopera a buon mercato. Contrariamente ai decenni precedenti in cui, fondamentalmente per la vasta importanza riscontrata dal peronismo in tutte le sue forme più o meno accentuate, il Paese si era spinto, peraltro in linea con le tendenze in atto nel mondo occidentale, verso la nazionalizzazione delle imprese, la sostituzione degli investimenti stranieri con il capitale pubblico, l'aumento degli stipendi generalizzato ed incontrollato sia nel settore privato quanto in quello pubblico e la costituzione, in simbiosi con la "politica", di forti sindacati di gestione in ogni settore dell'attività economica, si tentò una svolta verso un'economia neoliberista, con l'obiettivo dichiarato di contenere l'inflazione ereditata dal peronismo. Questo esperimento economico, trovava un suo precedente nel confinante Cile, ma a differenza che in questo (dove si rivelò fruttuoso per le aziende private, grazie agli aiuti statunitensi), si rivelò totalmente fallimentare. Uno dei risultati di tali politiche, nonostante i tagli alla spesa pubblica, fu che il valore nominale del debito estero aumentò di quattro volte, contribuendo al crollo delle imprese e di conseguenza anche dello Stato che pure era alleggerito del welfare. Nel periodo post-dittatura, la continuazione di tali politiche fino a quasi l'anno 2000, favorì l'inflazione altissima, culminata nel fallimento dell'Argentina durante la crisi economica successiva.

### La politica culturale ed educativa
L'ideologia del regime era anticomunista ed autoritaria. Tutti i libri ritenuti scomodi e sovversivi furono dichiarati illegali e la stampa fu fortemente censurata. Ogni violazione delle leggi sulla libertà di stampa era punita con la morte. L'ideologizzazione fu più forte rispetto al Cile di Pinochet; gli imperativi della giunta erano gli stessi del regime nazista e di qualsiasi regime fascista, anche se non vi furono del tutto le caratteristiche di questi regimi, mancando un culto del capo e una politica di corporativismo: tutto verteva sul nazionalismo, l'anticomunismo, il militarismo, l'antisemitismo, il patriottismo esasperato e la salvaguardia dei valori tradizionali della religione cattolica. I bambini e gli studenti venivano educati a rispettare tali valori, ed erano spronati a denunciare maestri e professori che utilizzassero termini tipici del lessico marxista e sovversivo come proletariato, borghesia, America Latina, sfruttamento, rivoluzione. Persino manifestare scetticismo verso la religione poteva rendere sospetti, così come portare la barba incolta.

### L'antisemitismo
L'ammiraglio Massera dichiarò che il declino della civiltà occidentale era imputabile alle opere di tre ebrei: Karl Marx, Sigmund Freud e Albert Einstein.
Nonostante alcuni membri del regime lo negassero, soprattutto per non perdere il sostegno di Henry Kissinger, la giunta militare aveva in sé, a differenza dell'omologo governo cileno di Pinochet (in cui erano presenti anche politici ebrei), forti elementi di antisemitismo: molti nazisti avevano trovato precedentemente rifugio in Argentina, e molti neofascisti collaborarono con il regime. Gli stessi soldati torturatori si accanivano particolarmente contro i sequestrati ebrei e, paragonandosi alla Gestapo, facendo sfoggio di ammirazione verso Hitler.
Secondo le madri di dissidenti ebrei, lo stato d'Israele non intervenne per non compromettere i rapporti diplomatici con la giunta. Il Rabbino Marshall T. Meyer, un attivista dei diritti umani riconosciuto a livello internazionale, l'unico membro straniero della Comisión Nacional sobre la Desaparición de Personas e anche membro della «Assemblea permanente per i diritti umani» e fondatore del «Movimento Ebraico per i Diritti Umani» ha denunciato l'antisemitismo dei militari nei confronti dei prigionieri politici d'origine ebraica.

## Gli aiuti internazionali
I servizi segreti del regime argentino (SIDE) operarono nell'ambito dell'Operazione Condor, cooperando con la CIA, la DINA cilena (anche se vi furono contrasti di frontiera col Cile) e addestrando i Contras in Nicaragua. Gli Stati Uniti diedero molti soldi alle organizzazioni paramilitari di destra e agli squadroni della morte per rovesciare il governo democratico (i peronisti erano da sempre malvisti dagli USA anche perché sistematicamente ostili agli statunitensi) e far instaurare la dittatura, con la quale ebbero sempre ottimi rapporti economici.
La Francia ebbe stretti rapporti militari con l'Argentina dal 1959, quando i militari francesi furono addestrati da quelli argentini sui mezzi di repressione più efficaci da impiegare nella Guerra d'Algeria. Il governo di centro destra di Valéry Giscard d'Estaing riconobbe la dittatura, e segretamente diede sostegno alla giunta di Videla, così come fece con Pinochet in Cile. Il Governo Italiano, a differenza invece di quanto avvenuto col Cile (di cui non aveva riconosciuto il governo golpista che aveva deposto Salvador Allende, mantenendo ad esempio gli ambasciatori nominati dal politico socialista e rompendo le relazioni diplomatiche con Santiago), dal suo lato accettò il diktat della giunta militare argentina in merito e chiuse le porte dei Consolati e dell'Ambasciata ai cittadini italiani perseguitati dal regime non fornendo protezione diplomatica agli italo-argentini che per motivi politici rischiavano la vita.
A causa di questa scelta, compiuta principalmente per motivi economici, soltanto pochi italiani residenti in Argentina riuscirono a salvarsi e ad essere rilasciati, spesso dopo essere stati torturati o detenuti, venendo liberati grazie al doppio passaporto (molti di loro furono espulsi dalla giunta e privati della cittadinanza). Anche la Chiesa ufficiale non fece granché: il nunzio apostolico Pio Laghi, venne accusato di essere favorevole alla dittatura e alcuni sacerdoti collaborarono addirittura attivamente con i militari.

## Cronologie delle personalità

### Giunte militari
- 1976-1981: Jorge Rafael Videla, Emilio Eduardo Massera e Orlando Ramón Agosti
- 1981-1981: Roberto Eduardo Viola, Armando Lambruschini e Omar Domingo Rubens Graffigna
- 1981-1982: Leopoldo Galtieri, Basilio Lami Dozo e Jorge Isaac Anaya
- 1982-1983: Cristino Nicolaides, Rubén Franco e Augusto Jorge Hughes

### Presidenti
I presidenti furono nominati dalla giunta tra i vertici dell'esercito
- Jorge Rafael Videla (marzo 1976 - marzo 1981)
- Roberto Eduardo Viola (marzo - novembre 1981)
- Horacio Tomás Liendo (novembre - dicembre 1981) interim
- Carlos Lacoste (dicembre 1981) interim
- Leopoldo Galtieri (dicembre 1981 - giugno 1982)
- Alfred Oscar Saint Jean (giugno - luglio 1982) interim
- Reynaldo Bignone (luglio 1982 - dicembre 1983)

## Nella cultura di massa

### Filmografia
- La storia ufficiale, 1985
- La notte delle matite spezzate, 1986
- La morte e la fanciulla, 1994
- Garage Olimpo, 1999
- Imagining Argentina, 2002
- Figli/Hijos, 2002
- Complici del silenzio, 2008
- Kóblic, 2016
- Argentina, 1985, 2022